# Kościół Matki Bożej Dziesięciu Cnót Ewangelicznych w Grąblinie
Kościół Matki Bożej 10 Cnót Ewangelicznych w Grąblinie – klasztorny kościół filialny rzymskokatolickiej parafii św. Doroty w Licheniu Starym. Kościół znajduje się w pobliżu wsi Grąblin w Lesie Grąblińskim przy miejscu objawień. Świątynia jest kościołem klasztornym sióstr anuncjatek (Zakon Najświętszej Maryi Panny).

## Historia
Budowa klasztoru i kościoła sióstr anuncjatek rozpoczęła się 27 maja 2009. Konsekracja kościoła miała miejsce 22 sierpnia 2010. Klasztor w Grąblinie jest pierwszym w Polsce domem zakonnym Zgromadzenia Najświętszej Maryi Panny. Kościół i klasztor zostały zaprojektowane przez architekta Andrzeja Popławskiego.

## Opis kościoła
Kościół ma powierzchnię 805 m², długość 33 m, a wysokość 24,5 m i jest w stanie pomieścić ok. 300 osób, w tym w ławkach ok. 150.
Główne wejście do kościoła usytuowane przy drodze z Konina do Lichenia. Ciekawa i nietypowa fasada świątyni powstała z inspiracji logiem anuncjatek. Ma ono kształt litery A, od francuskiego słowa annonciade. Logo zostało umieszczone nad głównym wejściem. Krzywizny szczytów fasad są także współczesnym odniesieniem do kościołów barokowych. Ten nietuzinkowy wygląd nadaje kościołowi lekkości i dynamiczności. W szczycie kościoła umieszczono trzy dzwony. Tworzą one harmoniczny układ dźwięków cis-moll.
W prezbiterium znajduje się duży krzyż, a niżej umieszczona jest płaskorzeźba przedstawiającą gołębicę – symbol Ducha Świętego. Pod nią widnieje postać Matki Bożej oraz wypisanych jest 10 cnót ewangelicznych. Spod kalenicy dachu i przez między przesuniętymi ścianami w środku prezbiterium przechodzi duża szczelina, z której wydobywa się światło.
Uwagę przyciąga niepowtarzalny w swoim wyglądzie stół ołtarzowy. Mensę wsparto na dwóch połowach głazu narzutowego. Z lewej strony, na ścianie prezbiterium, umieszczone jest tabernakulum, które kształtem nawiązuje do ogólnej bryły świątyni. Wykonane jest z blachy mosiężnej w całości pokrytej złotem dukatowym. Na drzwiczkach umieszczone są kielich i hostia. Po prawej stronie ołtarza znajduje się nawa boczna, dyskretnie odgrodzona balustradą. Modlą się w niej anuncjatki. Pomimo tego, że są zakonem klauzurowym, w czasie mszy św. i nabożeństw mogą wspólnie przeżywać modlitwę z wiernymi. Na lewej ścianie wiszą dwa obrazy namalowane przez artystę Wieńczysława Pyrzanowskiego. Ukazują założycieli zgromadzenia anuncjatek oraz marianów: św. Joannę de Valois oraz św. o. Stanisława Papczyńskiego. Po przeciwnej stronie jest obraz przedstawiający objawienie Matki Bożej pasterzowi Mikołajowi Sikatce. We wnętrzu kościoła dominuje drewno. Użyto go m.in. w konstrukcji ram nośnych i wykończeniu sufitu.
Kościół wyposażony jest w organy piszczałkowe (732 piszczałek labialnych drewnianych i metalowych; najdłuższa piszczałka mierzy 365 cm wysokości) o 2 manuałach i pedale wybudowanych w latach 2009-2010 przez firmę "Zych - Zakłady Organowe" z Wołomina jako op. 64. Organy posiadają tzw. bliźniaczą wiatrownicę dla manuałów, co pozwala z 10 głosów realnych osiągnąć 15 głosów kombinowanych; traktury gry i rejestrów są w pełni mechaniczne. Szafa organowa mierzy 672 cm wysokości, wykonana jest z drewna dębowego, a kształtem nawiązuje do płomienia świecy. Masa instrumentu wynosi ok. 2 ton.

## Galeria

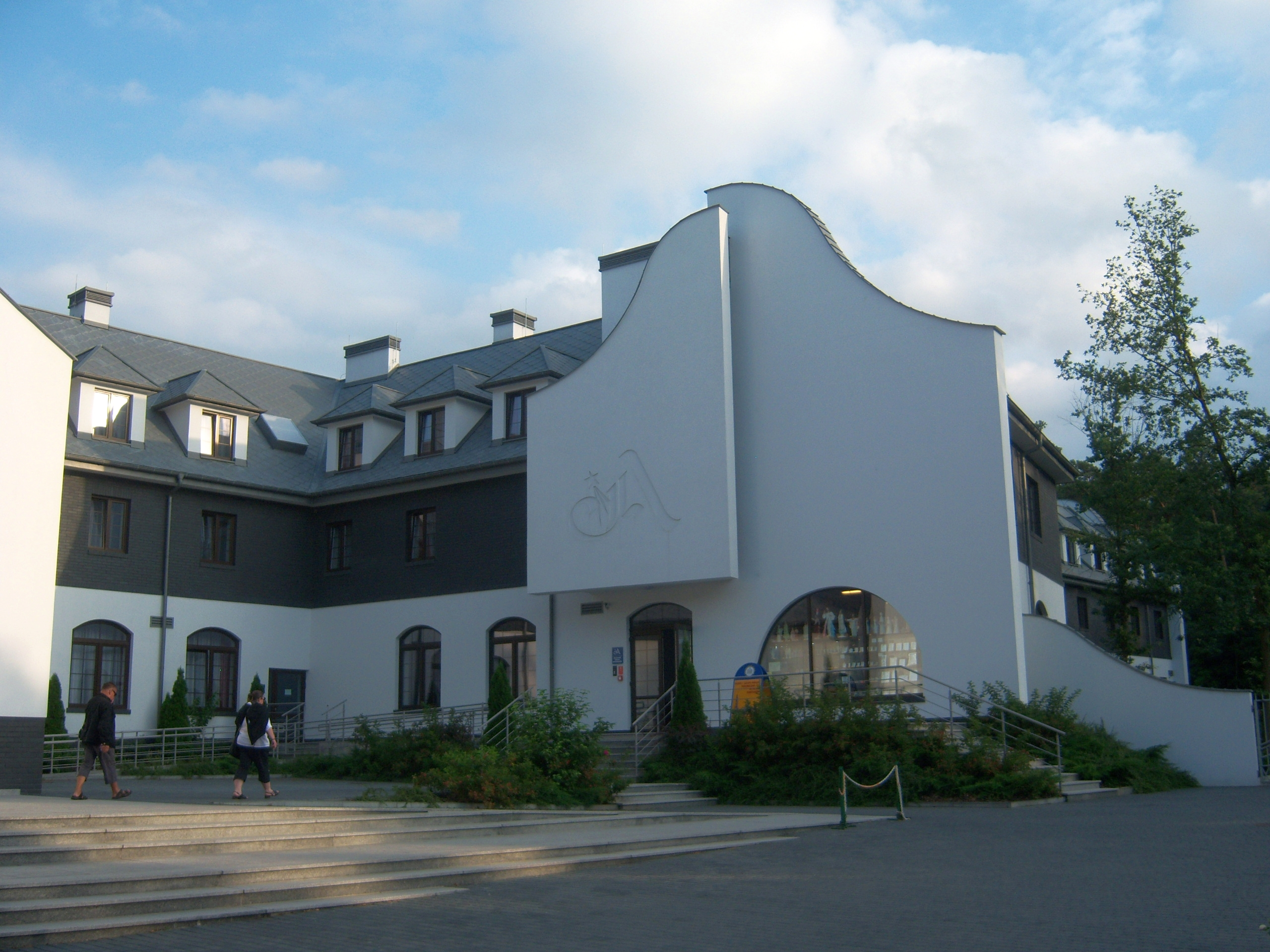
Widok na sąsiadujący klasztor i punkt pamiątkowy.
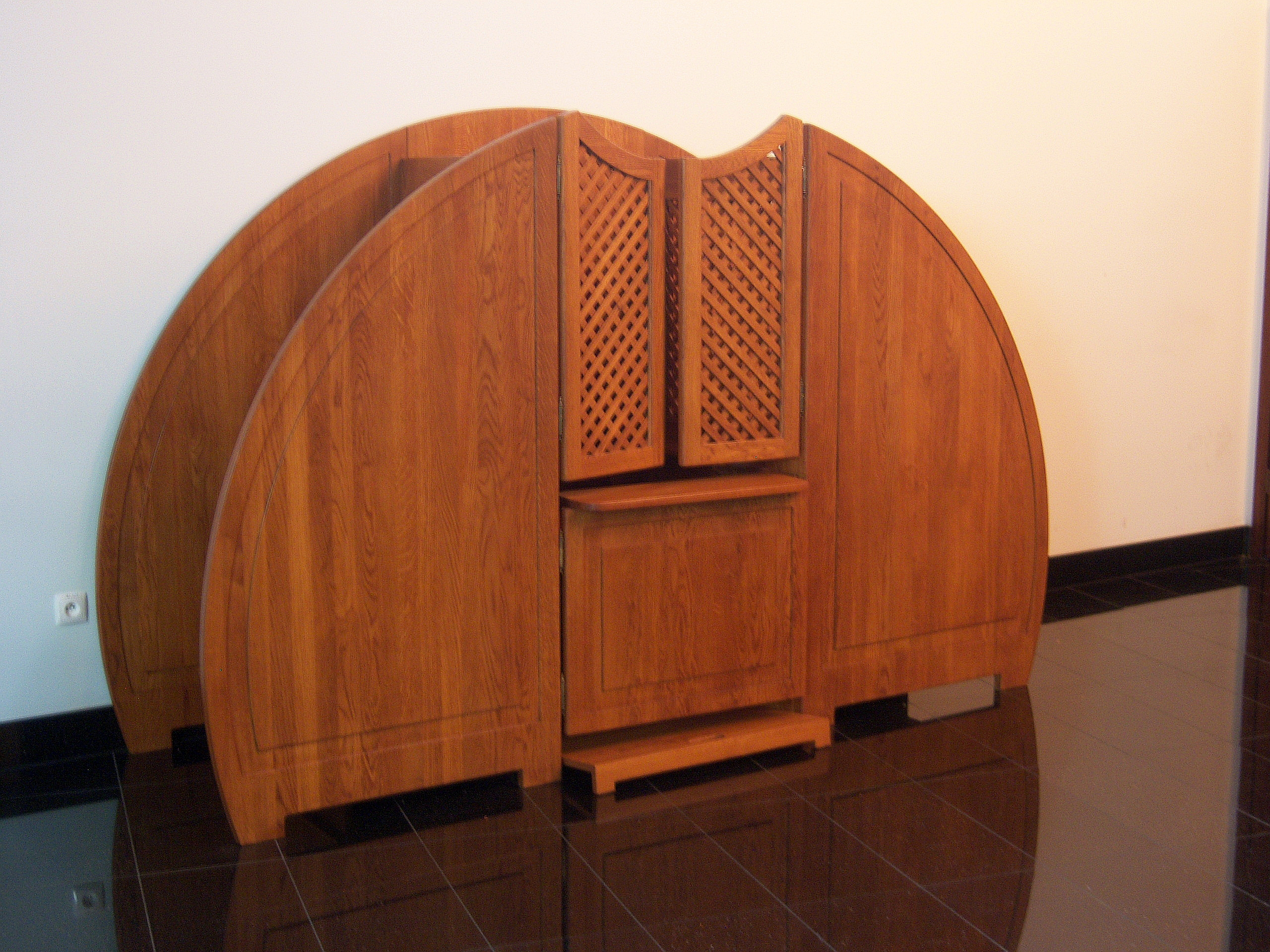
Konfesjonał
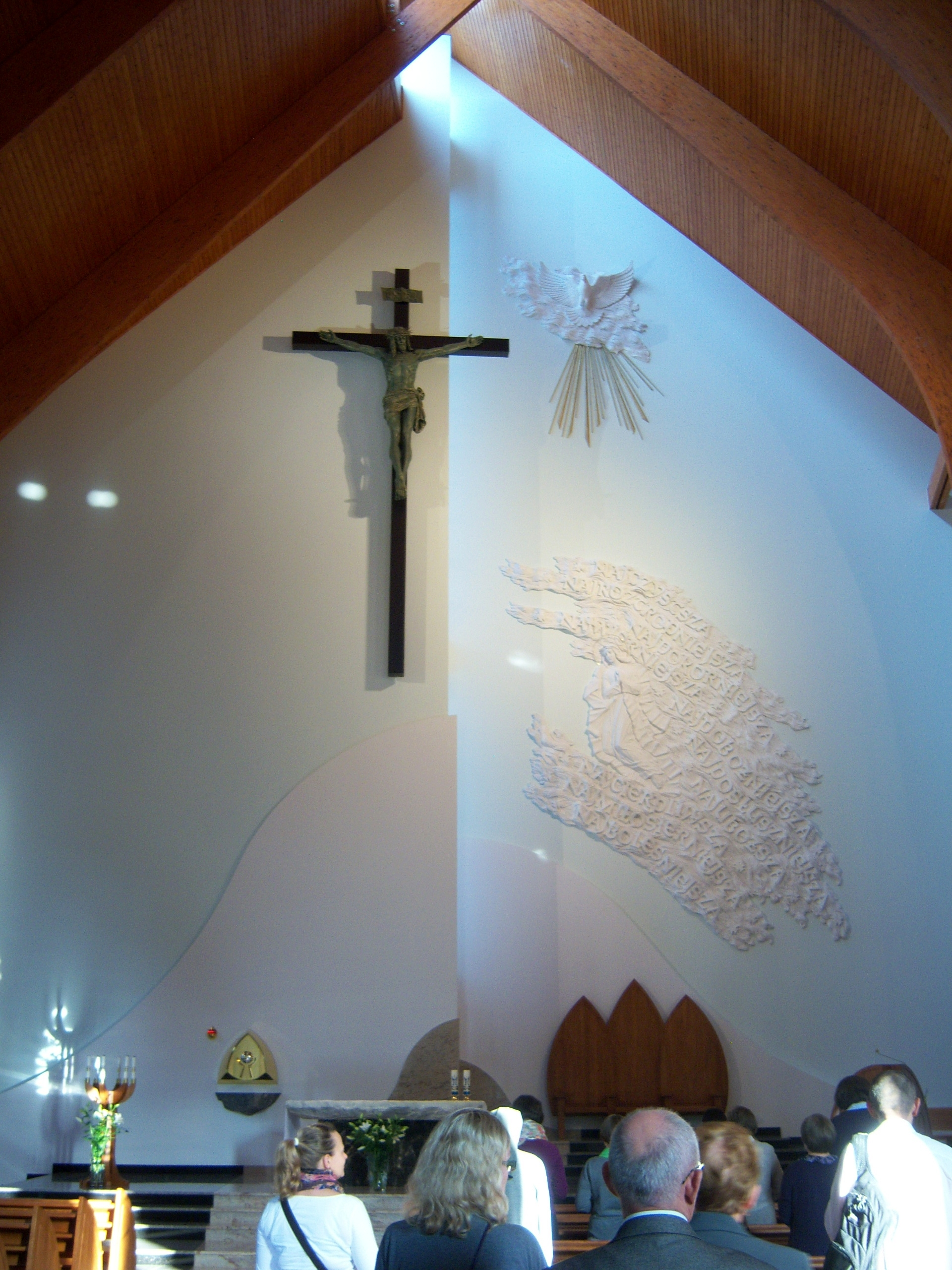
Prezbiterium
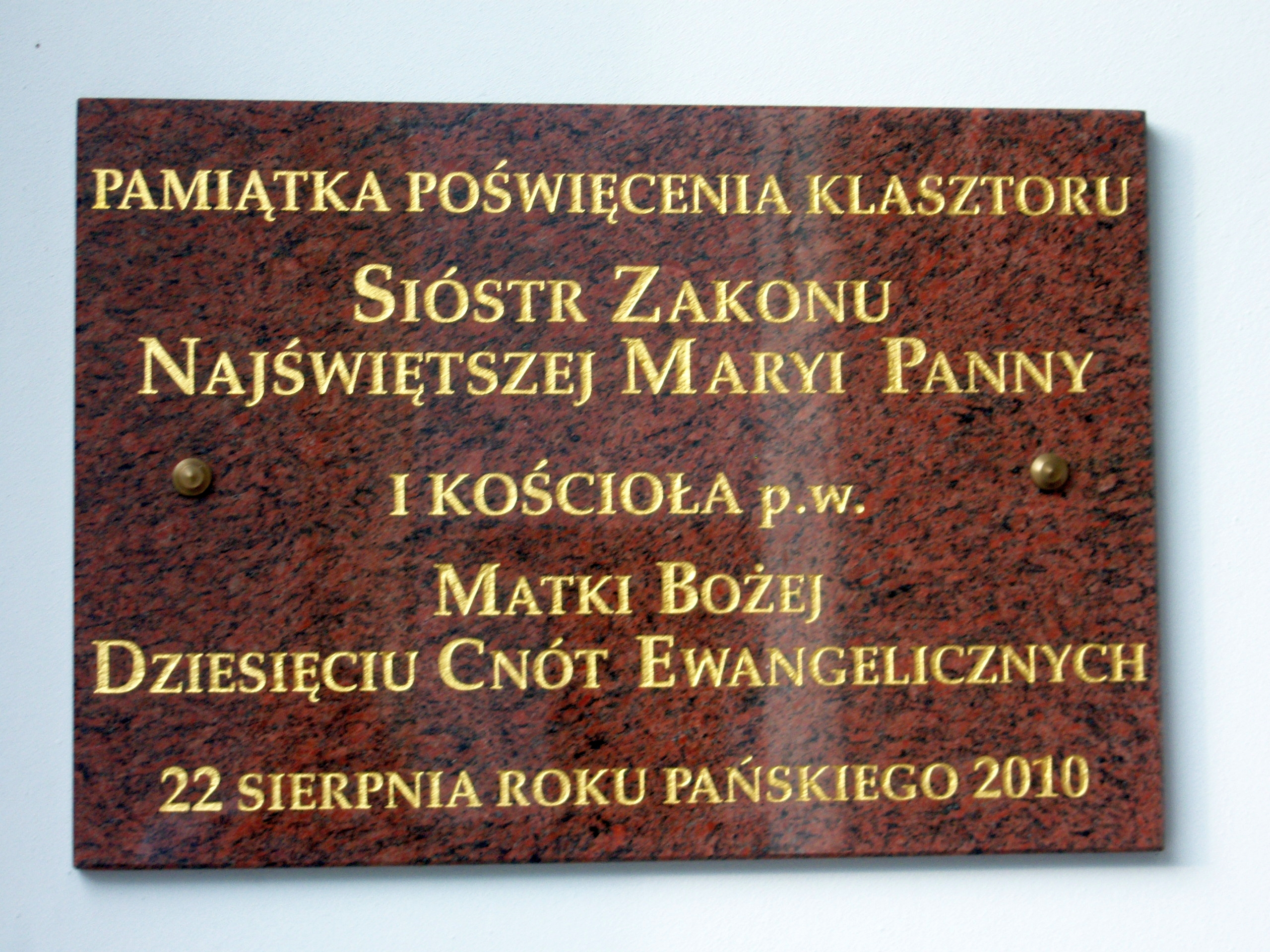
Tablica pamiątkowa
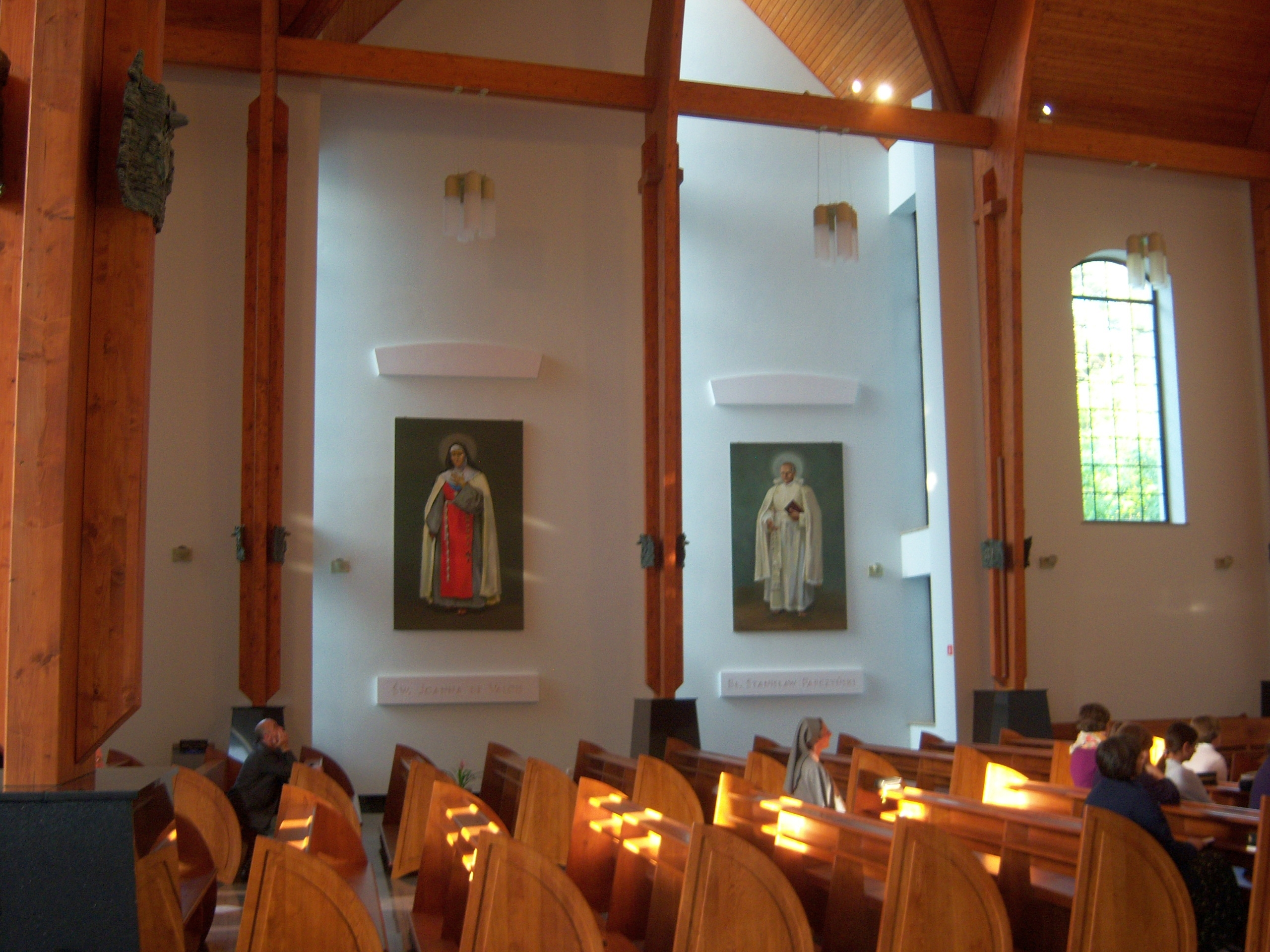
Wnętrze
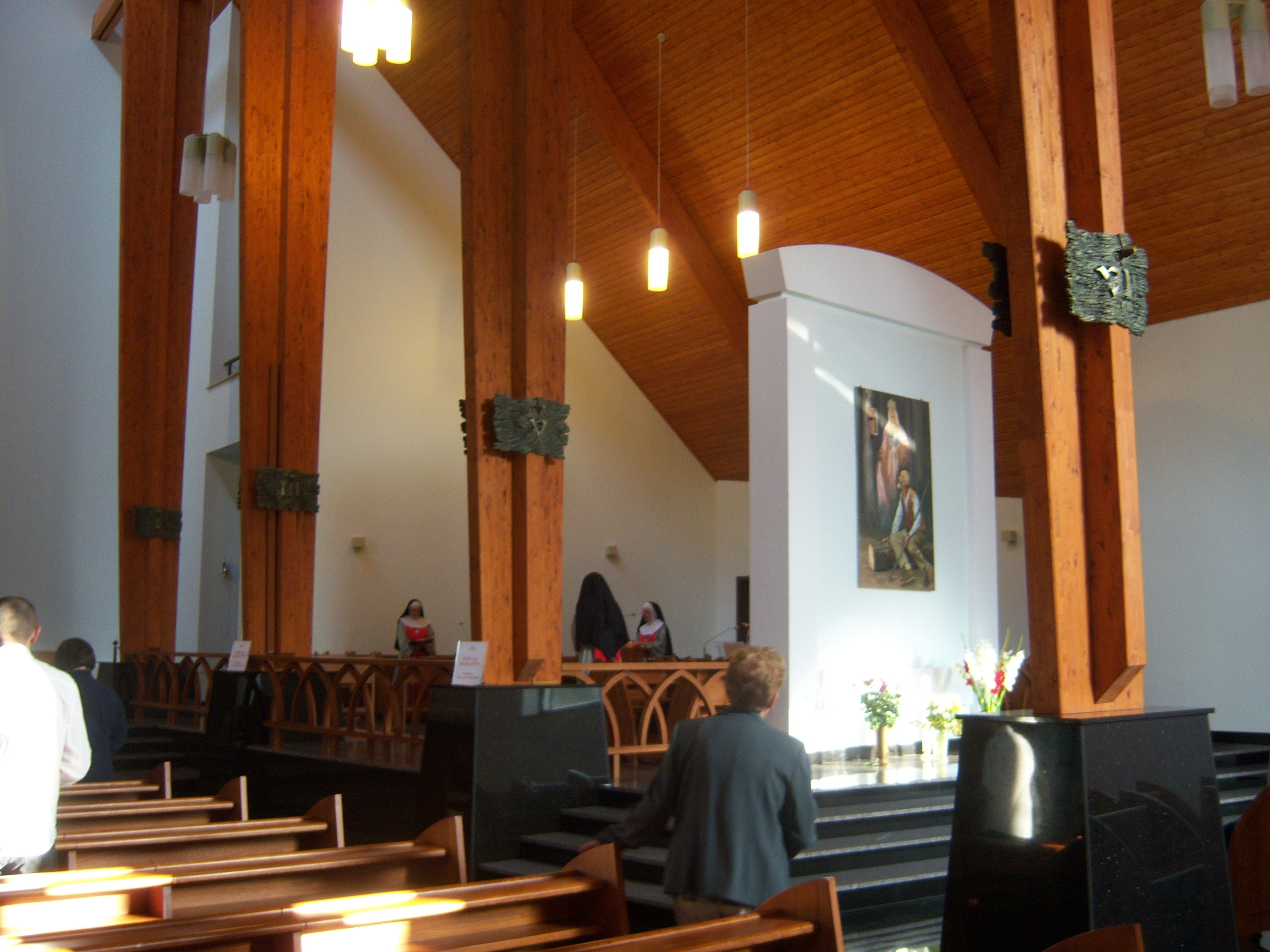
Wnętrze
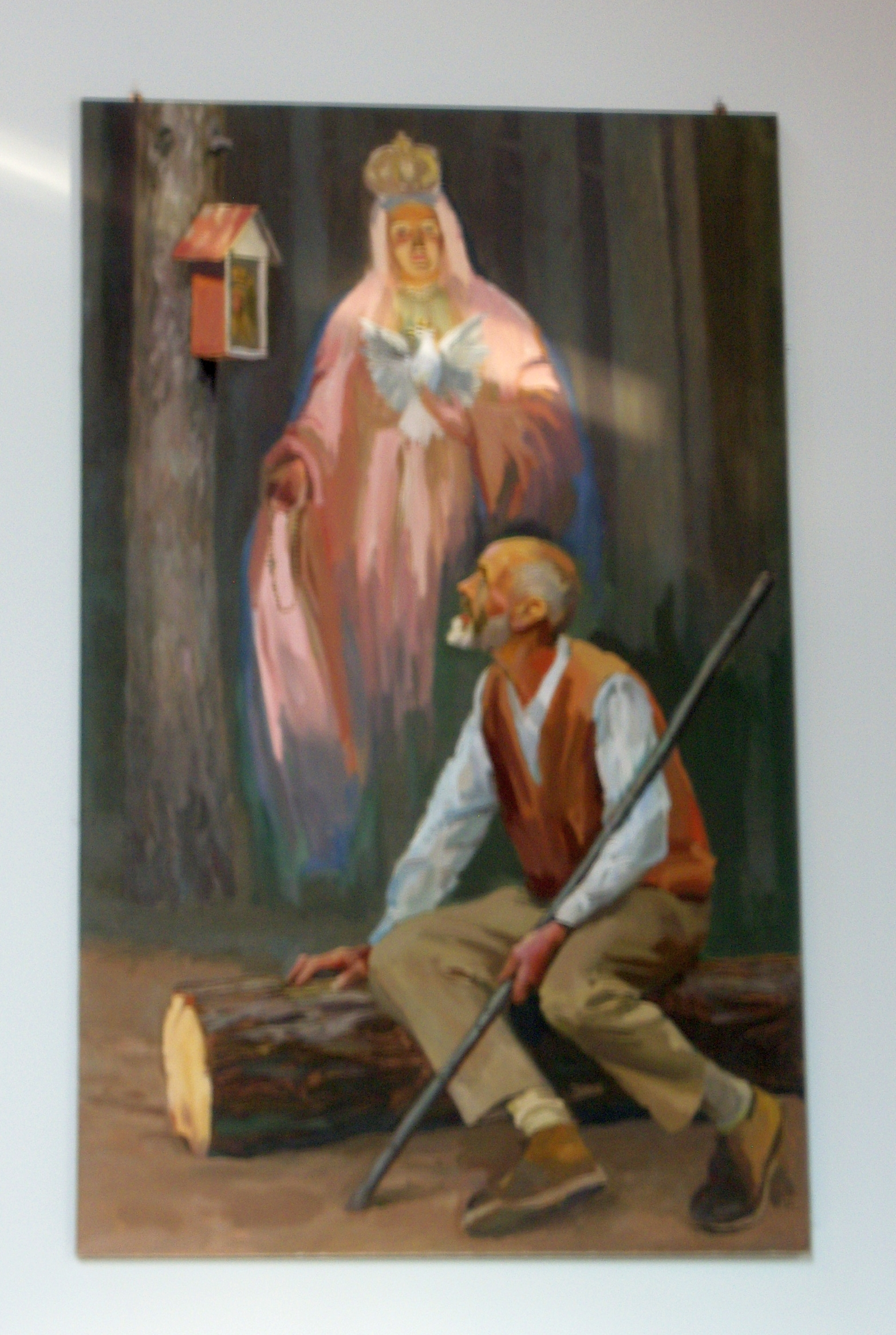
Obraz objawienia Matki Bożej Mikołajowi Sikatce